# Абадан
Абада́н (перс. آبادان слухатиⓘ) — місто в Іранській провінції Хузестан на південному заході Ірану. Населення 415 тисяч мешканців (2005). У 1956 році мешкало 226,1 тисяч чоловік, впродовж Ірако-іранської війни 1980–1988 років й застосування хімічної зброї місто покидали усі мешканці.

## Географія
Розташований на східному березі річки Шатт-ель-Араб за 50 км від Перської затоки.

### Клімат
Місто знаходиться у зоні, котра характеризується кліматом тропічних пустель. Найтепліший місяць — липень із середньою температурою 36.7 °C (98 °F). Найхолодніший місяць — січень, із середньою температурою 11.1 °С (52 °F).
| Клімат Абадана          | Клімат Абадана | Клімат Абадана | Клімат Абадана | Клімат Абадана | Клімат Абадана | Клімат Абадана | Клімат Абадана | Клімат Абадана | Клімат Абадана | Клімат Абадана | Клімат Абадана | Клімат Абадана | Клімат Абадана |
| Показник                | Січ.           | Лют.           | Бер.           | Квіт.          | Трав.          | Черв.          | Лип.           | Серп.          | Вер.           | Жовт.          | Лист.          | Груд.          | Рік            |
| Абсолютний максимум, °C | 22             | 28             | 36             | 40             | 47             | 50             | 50             | 51             | 47             | 42             | 37             | 31             | 51             |
| Середній максимум, °C   | 15             | 18             | 23             | 30             | 37             | 42             | 43             | 43             | 41             | 33             | 25             | 18             | 31             |
| Середня температура, °C | 11             | 15             | 18             | 25             | 31             | 35             | 36             | 36             | 33             | 27             | 20             | 15             | 25             |
| Середній мінімум, °C    | 7              | 10             | 14             | 20             | 24             | 27             | 30             | 28             | 25             | 21             | 15             | 10             | 20             |
| Абсолютний мінімум, °C  | −10            | −5             | −2             | 8              | 10             | 20             | 17             | 20             | 15             | 5              | 1              | 0              | −10            |
| Норма опадів, мм        | 20             | 10             | 10             | 10             | 0              | 0              | 0              | 0              | 0              | 0              | 20             | 30             | 120            |
| ----------------------- | -------------- | -------------- | -------------- | -------------- | -------------- | -------------- | -------------- | -------------- | -------------- | -------------- | -------------- | -------------- | -------------- |
| Джерело: Weatherbase    |                |                |                |                |                |                |                |                |                |                |                |                |                |

## Економіка
Абадан — основний центр Ірану з очищення та відвантаження нафти, націоналізований в 1951 році. Нафтопроводами з'єднаний із Тегераном та Ісфаханом.
У 1913 р. розпочав роботу нафтопереробний завод в Абадані, який з часом став найбільшим нафтопереробним заводом світу. Довжина причалу близько двох кілометрів, обладнаний плавучими доками. Досяжний для океанських кораблів.
Млини і завод штучного льоду.